# Ludwig Renn
Ludwig Renn (Dresden, 22 d'abril del 1889 - Berlín, 21 de juliol del 1979), de nom real Arnold Friedrich Vieth von Golßenau, fou un escriptor comunista alemany, comandant del Batalló Thälmann de les Brigades Internacionals a la Guerra Civil espanyola i cap de l'Estat Major de l'11a Brigada. Va ser promotor de la llengua auxiliar esperanto. Va fundar amb Honoré Bourguignon l'Associació Internacional d'Escriptors Esperantistes Revolucionaris (IAREV), on també hi participaven escriptors soviètics. En un poema del 1959 va crear el porc ponedor-lleter-llaner (Wollschwein), un animal mític que en poques dècades va esdevenir part de la cultura general alemanya.

## Obra literària
- Krieg. Frankfurt/Main, Frankfurter Societäts-Druckerei (1928)
- Nachkrieg. Berlin, Agis-Verlag 1930
- Russlandfahrten. Berlin, Lasso-Verlag 1932
- Vor großen Wandlungen. Zürich, Verlag Oprecht 1936
- Adel im Untergang. Mèxic, Editorial "El Libro Libre" 1944
- Morelia. Eine Universitätsstadt in Mexiko. Berlín, Aufbau-Verlag 1950
- Vom alten und neuen Rumänien. Berlín, Aufbau-Verlag 1952
- Trini. Die Geschichte e. Indianerjungen. Berlin, Kinderbuchverlag 1954
- Der spanische Krieg. 1956, nova edició recent (longitud completa i no censurada): Verlag Das Neue Berlin, 2006 ISBN 978-3-360-01287-6
- Der Neger Nobi. 1955, edició recent: Eulenspiegelverlag, Berlín 2001 ISBN 3-359-01427-8
- Herniu und der blinde Asni. 1956
- Krieg ohne Schlacht. 1957
- Meine Kindheit und Jugend. 1957
- Herniu und Armin. 1958
- Auf den Trümmern des Kaiserreiches. Berlín, Aufbau-Verlag 1961
- Camilo. 1963
- Inflation. 1963
- Zu Fuss zum Orient. 1966
- Ausweg. 1967
- Krieger, Landsknecht und Soldat (juntament amb Helmut Schnitter). Der Kinderbuchverlag Berlin 1976
- Anstöße in meinem Leben. 1980, autobiografia editada de forma pòstuma